# Élisabeth-Albertine de Saxe-Hildburghausen
Élisabeth-Albertine, princesse de Saxe-Hildburghausen, née le 4 août 1713 à Hildburghausen et morte le 29 juin 1761 à Neustrelitz, est l'épouse du duc Charles Ier de Mecklembourg-Strelitz, prince de Mirow.

## Famille
La princesse Élisabeth-Albertine est la fille du duc Ernest-Frédéric Ier de Saxe-Hildburghausen (qui appartenait à la Maison de Saxe-Hildburghausen) et de son épouse, née comtesse Sophie-Albertine d'Erbach-Erbach. Elle épouse en 1735 à Eisfeld le duc Charles de Mecklembourg-Strelitz, prince de Mirow, où il résidait. Il était le fils du duc Adolphe-Frédéric II de Mecklembourg-Strelitz et le demi-frère du duc Adolphe-Frédéric III.
De cette union naquirent dix enfants, dont six atteignirent l'âge adulte :
- Christine de Mecklembourg-Strelitz (1735-1794) ;
- Adolphe-Frédéric IV (1738-1794), duc de Mecklembourg-Schwerin ;
- Charles II (1741-1816), duc puis grand-duc de Mecklembourg-Schwerin ;
- Ernest Gottlib de Mecklembourg-Strelitz (1742-1814) ;
- Sophie-Charlotte (1744-1818), épouse Georges III de Hanovre, futur roi d'Angleterre ;
- Georges-Auguste de Mecklembourg, général major autrichien du Saint Empire en Hongrie[1]